# Antelis
Antelis (en grec antic: Ἀνθήλιοι δαίμονες, 'Anthèlioi daímones') era el nom donat a certes divinitats a l'antiga Roma. Les seves imatges se situaven a les portes de les cases i estaven exposades al sol. El seu nom derivava de l'exposició al Sol. Ἀνθήλιος vol dir 'exposat al sol'.